# Jonathan Isaac
Jonathan Judah Isaac (* 9. Oktober 1997 in Bronx, New York) ist ein US-amerikanischer Basketballspieler, der bei den Orlando Magic in der NBA unter Vertrag steht.

## Karriere
Nach einer erfolgreichen Highschoolkarriere in Florida, entschied sich Isaac für die heimische Florida State University zu spielen. Isaac absolvierte für die Seminoles 2016/17 32 Saisonspiele und erzielte 12,0 Punkte, 7,8 Rebounds und 1,5 Blocks im Schnitt. Am Ende wurde er in das „ACC All-Freshmen Team“ berufen. Er meldete sich nach seiner Freshmansaison für den NBA-Draft an und wurde bei diesem an sechster Stelle von den Orlando Magic ausgewählt.
Aufgrund von Fuß- und Fußgelenksverletzungen fiel Isaac in seinem ersten NBA-Spieljahr lang aus, er kam letztlich auf 27 Einsätze, bei denen er zehn Mal in der Anfangsformation stand und im Durchschnitt 5,4 Punkte sowie 3,8 Korbvorlagen sowie 3,7 Rebounds pro Partie erzielte. Isaac steigerte sich die nächsten zwei Jahre zunehmend und entwickelte sich zu einem guten Verteidigungsspieler dem in der Saison 2019–20 11,9 Punkte, 6,8 Rebounds, 1,6 Steals und 2,3 Blocks pro Spiel gelangen. Aufgrund einer Verletzung und der verkürzten NBA-Saison in Folge der Covid-19-Pandemie, absolvierte Isaac jedoch nur 34 Saisonspiele für die Magic.

## Karriere-Statistiken

### NBA

#### Reguläre Saison
| Saison  | Team    | GP  | GS  | MPG  | FG % | 3P % | FT % | RPG | APG | SPG | BPG | PPG  |
| ------- | ------- | --- | --- | ---- | ---- | ---- | ---- | --- | --- | --- | --- | ---- |
| 2017–18 | Orlando | 27  | 10  | 19.9 | .379 | .348 | .760 | 3.7 | 0.7 | 1.2 | 1.1 | 5.4  |
| 2018–19 | Orlando | 75  | 64  | 26.6 | .429 | .323 | .815 | 5.5 | 1.1 | 0.8 | 1.3 | 9.6  |
| 2019–20 | Orlando | 34  | 32  | 29.2 | .470 | .340 | .779 | 6.8 | 1.4 | 1.6 | 2.3 | 11.9 |
| 2022–23 | Orlando | 11  | 0   | 11.3 | .415 | .400 | .556 | 4.0 | 0.5 | 1.3 | 0.4 | 5.0  |
| 2023–24 | Orlando | 58  | 2   | 15.8 | .510 | .375 | .720 | 4.5 | 0.5 | 0.7 | 1.2 | 6.8  |
| Gesamt  | Gesamt  | 205 | 108 | 22.2 | .449 | .341 | .771 | 5.1 | 0.9 | 1.0 | 1.4 | 8.4  |

#### Play-offs
| Saison  | Team    | GP | GS | MPG  | FG % | 3P % | FT %  | RPG | APG | SPG | BPG | PPG |
| ------- | ------- | -- | -- | ---- | ---- | ---- | ----- | --- | --- | --- | --- | --- |
| 2018–19 | Orlando | 5  | 5  | 27.4 | .275 | .200 | .875  | 6.2 | 0.4 | 0.4 | 1.0 | 6.6 |
| 2023–24 | Orlando | 7  | 3  | 21.0 | .410 | .370 | 1.000 | 4.9 | 0.4 | 0.7 | 1.3 | 6.3 |
| Gesamt  | Gesamt  | 12 | 8  | 23.7 | .342 | .298 | .900  | 5.4 | 0.4 | 0.6 | 1.2 | 6.4 |